# Evagrije Carigradski
Evagrije (grčki Ευάγριος; umro oko 380.) bio je nadbiskup Carigrada kratko vrijeme 370. Također, možda je bio na mjestu nadbiskupa 380.
Godine 370., nadbiskupom je postao Demofil, koji je bio sljedbenik učenja Arija te je tako naslijedio preminulog Eudoksija. „Pravovjerni” kršćani laici, kao i svrgnuti biskup Eustacije Antiohijski, izabrali su Evagrija na to mjesto, ali ga je nakon nekoliko mjeseci protjerao car Valens te je Evagrije najvjerojatnije bio u progonstvu do smrti.
Neki izvori kažu da je postao nadbiskup po drugi put, 379./380., nakon što je Teodozije I. protjerao Demofila.